# 무로마치 시대

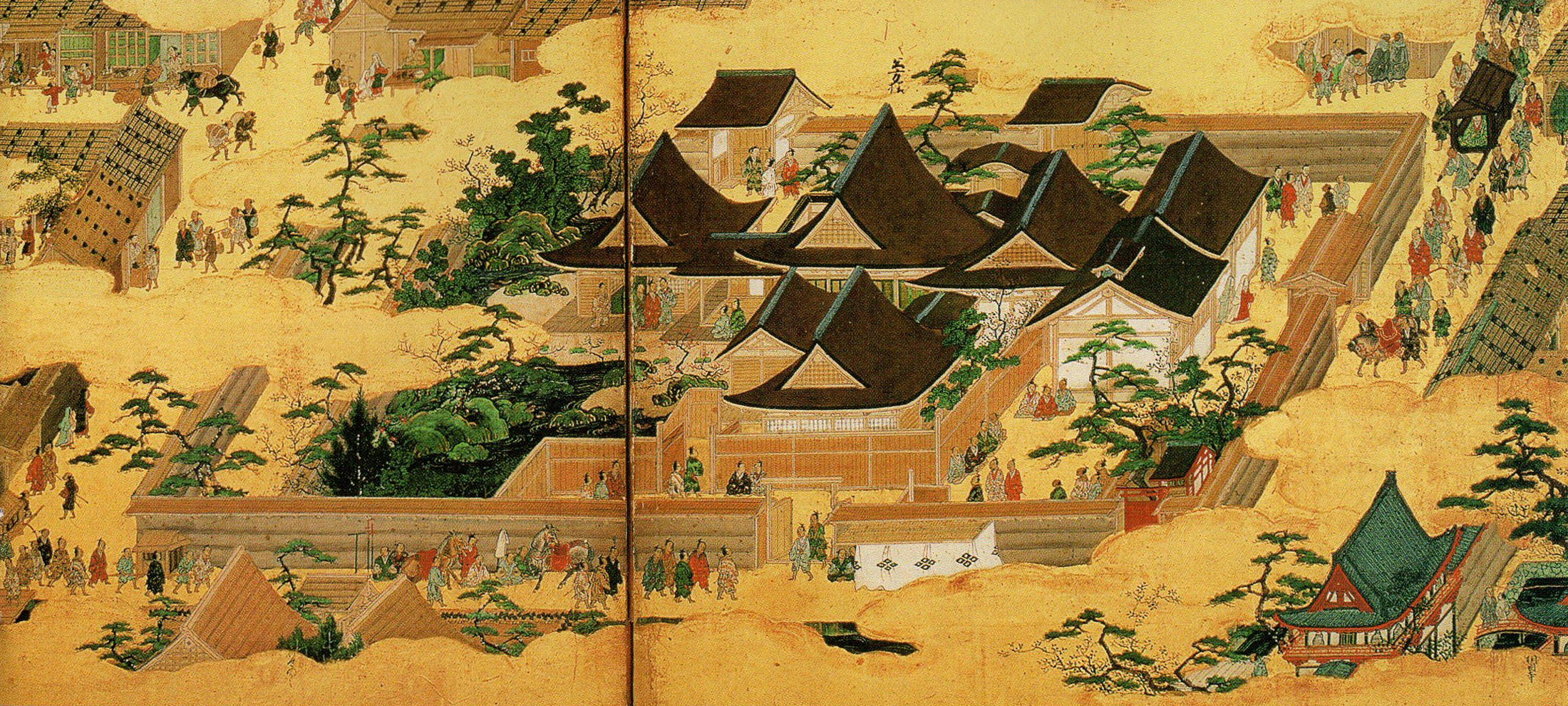
교토에 있던 아시카가 장군가의 저택인 하나노고쇼(花の御所)

무로마치 시대(일본어: 室町時代 무로마치지다이[*])는 무로마치 막부가 일본을 통치하던 시기로, 아시카가 다카우지가 막부를 세운 1336년부터 1573년까지를 가리킨다. 아시카가 가문이 중앙 권력을 장악했기 때문에 아시카가 시대(足利時代)라고도 한다.
일본 중세의 안정기로, 그 시기에 제아미에 의한 노의 완성이 이루어지며 또한 니조 요시모토에 의한 렌가의 발전도 주목할 만하다.

## 시대 구분
넓은 의미로는 아시카가 다카우지가 1336년에 겐무시키모쿠(建武式目)를 제정하고 1338년에 세이이타이쇼군(征夷大將軍)에 취임하고부터, 15대 쇼군 아시카가 요시아키가 1573년 오다 노부나가에 의해 교토에서 추방당하기까지의 237년간을 가리킨다.
그러나 고다이고 천황의 겐무 신정(建武新政)기를 포함한 최초의 약 60년간을 난보쿠초 시대(南北朝時代, 남북조 시대), 오닌의 난(応仁の乱, 1467년) 혹은 메이오 정변(明応の政変, 1493년) 이후를 센고쿠 시대(戦国時代, 전국 시대)로 구분하여 별도로 다루어 메이토쿠의 화약(明徳の和約, 1392년)으로 남북조가 통일된 이후부터 메이오 정변까지의 약 100년간을 가리켜 좁은 의미의 무로마치 시대라고 구분하는 경우도 많다.

## 특징
1336년, 고다이고 천황과 대립한 아시카가 다카우지가 지묘인 계통(持明院統)의 고묘 천황을 옹립하고 막부를 개창하여 한동안 남북조가 대립하였으나 1392년 3대 쇼군 아시카가 요시미쓰에 의해 남북조가 통일되어 최종적으로는 무가가 우위를 점했다. 쇼군 직할의 군사력과 재정 기반이 그다지 강고하지 못하여 중앙의 막부가 상위에 서고 지방권력에 해당하는 슈고 다이묘가 그 감독 아래에 있는 모양새를 취하면서도 일방적 상하관계가 아닌 상호보완적인 정치적·경제적 지배를 전개했다.
3대 쇼군 요시미쓰가 교토의 무로마치에 꽃의 어소(花の御所)을 만든 이후 역대 쇼군을 무로마치 도노(室町殿)라 부르게 되어 그 정권을 무로마치 막부, 시대를 무로마치 시대라고 부른다.
요시미쓰 시대에 국내는 안정되었지만, 오닌의 난(応仁の乱, 1467-77년), 혹은 메이오 정변(明応の政変, 1492년)이후는 전국동란의 시대(센고쿠 시대)를 맞게되어 그때까지의 막부-슈고체제, 장원공령제가 붕괴함과 동시에, 각지의 지역 국가(센고쿠 다이묘)가 병립하게 된다.
무로마치 시대는 가마쿠라시대 이전에는 볼 수 없었던 출신 불명의 농민, 상인층의 사회진출이 가능하게 되었고, 일본 역사상 최초로 크게 활약한 민중을 등장시킨 시대이기도 하다. 구세력의 몰락과 신세력의 부흥의 시대로 파악할 수 있다.(하극상) 전란이 계속되는 시대였지만, 경제면에서는 농업·공업과 함께 기술의 향상으로 생산도 증대되어 내외의 유통이 활발해졌다.

## 개관

### 남북조 내란기
1333년의 가마쿠라 막부 멸망 후에 시작된 고다이고 천황의 겐무 신정은 은상과 영지를 둘러싼 불만과 혼란으로 오래 가지 못하고 붕괴의 조짐을 보이고 있었다. 불만을 품은 무사들은 세이와 겐지(清和源氏)의 혈통으로 가마쿠라 막부 격파의 공로자 아시카가 다카우지에게 모여들게 되어 고다이고 천황과 다카우지의 대립관계가 깊어지게 되었다. 1336년, 다카우지는 고다이고 천황을 퇴위시키고, 북조의 고묘 천황을 옹립하여 막부를 개창하고, 2년 뒤에는 세이이타이쇼군에 취임하였다. 이에 맞서 고다이고 천황은 교토를 탈출하여 야마토국 요시노(吉野)에 조정을 열어(남조(南朝) 내란이 장기간에 걸쳐 계속되게 된다.
남조는 구스노키 마사시게·기타바타케 아키이에·닛타 요시사다 등 주요 무장이 잇따라 전사하고 1339년에는 고다이고 천황이 사망하였다. 그 후, 기타바타케 지카후사(北畠親房)가 남조를 지탱하였으나, 각지의 무사들도 점차 남조에 등을 돌려서 결국 가와치국의 구스노키 마사쓰라(楠木正行), 규슈의 가네나가 친왕(懐良親王)정도만 남조 측에 남게 되었다. 1348년에 마사쓰라가 고노 모로나오가 이끄는 막부군에 패배하여 전사하고, 모로나오가 요시노로 진격하여 요시노 행궁을 불태워 남조는 더욱 변방인 아노(賀名生)까지 밀려난 상황이었다.
이렇듯 내란의 귀추가 거의 결정된 것처럼 보였지만, 막부에선 다음해 1349년에 정무를 맡고 있던 다카우지의 동생 아시카가 다다요시와 군무에 뛰어난 쇼군의 시쓰지 고노 모로나오 사이의 대립이 일어나 결국엔 슈고와 각국의 고쿠닌이 다카우지·모로나오 파와 다다요시 파로 나위어 전국 규모의 항쟁으로 발전하였다(간노의 소란. 1352년에 고노 모로나오가 살해당하였으나, 그 이후에도 동란이 계속되어 세력을 회복한 남군이 교토를 침공하여 북조의 스코 천황(崇光天皇)을 폐위시키고, 고곤, 고묘, 스코 세 상황과 황태자 나오히토 친황(直仁親王)을 납치하였다. 규슈, 주고쿠 지방에서는 다다요시의 양자 다다후유(直冬)가 세력을 키우고 야마나 씨(山名氏)와 연계하여 교토를 공격하는 등 반막부 저항이 계속되었다.

### 막부 안정기
1367년, 제 2대 쇼군 아시카가 요시아키라가 사망하고 10세의 아시카가 요시미쓰가 제 3대 쇼군에 취임하였다. 이 즈음까지는 반막부세력의 하타케야마 구니키요(畠山国清), 오우치 히로요(大内弘世), 우에스기 노리아키(上杉憲顕), 야마나 도키우지(山名時氏)가 막부 측으로 돌아서서 규슈에서 고다이고 천황의 아들 정서장군 가네나가 친왕(懐良親王)이 명나라에서 “일본국왕”으로 책봉받아 더욱 세력을 확장한 것을 제외하면 중앙의 남조는 저항력을 거의 잃어버렸다. 간레이 호소카와 요리유키는 어린 쇼군을 보필하고 1368년에는 남군의 장수 구스노키 마사노리를 배반하게 하고, 규슈의 남조세력 제거를 위해 이마가와 사다요를 파견하였으며, 내정에 있어서는 신흥 선종인 난젠지(南禅寺)와 구 불교세력인 히에이 산과의 대립문제의 대응과 한제이(半済)의 실시 등 활발한 활동으로 막부권력의 안정화를 추진하였다. 1379년에는 고랴쿠 정변(康暦の政)으로 요리유키가 실각하고 후임으로 시바 요시유키(斯波義将)가 취임한다. 요시미쓰는 호코슈(奉公衆)라고 하는 군사력을 갖추고, 유력 슈고 다이묘인 야마나 씨와 오우치 씨를 도발하여 각각 메이토쿠의 난, 오에이의 난으로 토벌하고, 쇼군 권력을 굳혀나가 남북조를 통일을 하여 강력한 권력을 확립한다.
이후 1408년 아시카가 요시미쓰가 급사하자 4대 쇼군 아시카가 요시모치는 시바 요시유키의 보좌를 받으며 요시미쓰에게 내려진 태상천황의 시호를 사양하고 감합무역에서 명과의 통상을 일시 정지하는 등 요시미쓰의 정책을 부정하여 막부를 수구적인 자세로 전향하였다. 이는 귀족색이 짙어진 요시미쓰 말년의 정책에 반감을 품은 무사들의 불만에 응한 것이었다. 1423년 친자식인 아시카가 요시카즈에게 쇼군을 물려주었으나, 요시카즈가 요절하고 더욱이 요시모치 자신도 후계자를 정하지 못한 채로 사망하였다. 그래서 후임 쇼군은 제비뽑기로 정하기로 하여 요시미쓰의 자식이며 불문에 귀의하였던 아시카가 요시노리가 제 6대 쇼군이 되었다.

### 막부 쇠퇴기
아시카가 요시미쓰가 남북조 통합을 달성하여 막부권력을 절대화하였으나, 요시미쓰의 급사 이후로 다시 다이묘 합의제로 돌아가 상대적으로 쇼군의 권력도 저하되었다. 더욱이 민중에 의한 쓰치잇키(土一揆)의 발생이나 후남조에 의한 남조 재흥운동 등 막부가 지금까지 직면하지 않았던 사태에 처하게 된다. 이렇게 혼란스러운 상황이 되자 각 다이묘들도 영국 통치의 필요상 쇼군의 더 이상의 권위의 저하는 막고 싶다는 의중도 있어 막부를 지지하여, 아시카가 요시노리는 제비뽑기로 쇼군으로 취임하자, 도키 씨(土岐氏), 아카마츠 씨(赤松氏), 오우치 씨(大内氏) 등 유력 슈고 다이묘의 후계자 싸움에 적극적으로 간섭하여 쇼군 권력의 강화에 힘썼다. 게다가 막부에 반항적이었던 가마쿠라 구보 아시카가 모치우지(足利持氏)를 에이쿄의 난(永享の乱)으로 토벌하고, 그 잔당도 유키 전투(結城合戦)에서 궤멸시켜 전국에 아시카가 쇼군에게 표면적으로 반항하는 세력은 없어져 일견 사회가 안정되는 듯 보였다. 하지만, 너무나 강경한 정치 태세가 사람들에게 공포정치라는 반발을 불러일으켜, 결국 슈고다이묘 아카마츠 미쓰스케(赤松満祐)가 쇼군 요시노리를 암살하는 사건이 발생하여(가키쓰의 난), 이후 쇼군 권력은 쇠퇴일로로 치달았다.

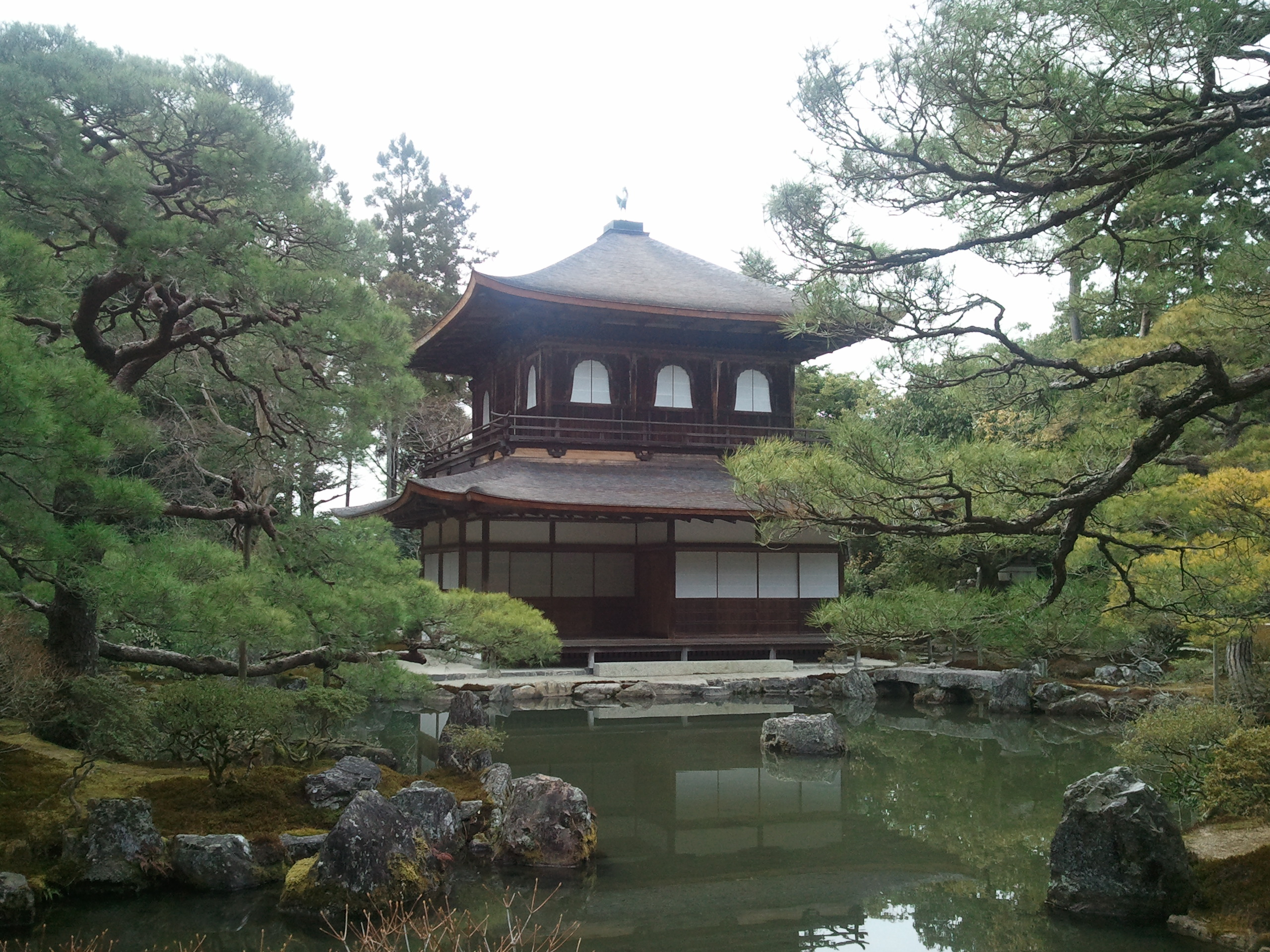
아시카가 요시마사의 지시에 의해 건축된 지쇼지

그 후에는 연이어 어린 쇼군이 취임하였기 때문에 유력 다이묘 간의 합의로 나라가 운영되었다. 8대 쇼군 아시카가 요시마사는 예술과 건축에 관해서는 뛰어난 재능을 가지고 있었지만, 정치적 관심은 전무하여 자연스럽게 정치는 쇼군의 정실 히노 도미코와 쇼군의 측근, 유력 다이묘 사이의 권력 항쟁의 장으로 변하여, 간토에서 가마쿠라 구보의 부활을 둘러싸고 발생한 교토쿠의 난(享徳の乱)이 발생해도 막부는 방관하며 적절한 대책을 세우려고 하지 않았다.
요시마사는 늦게까지 자식이 없었기 때문에 동생인 아시카가 요시미(足利義視)를 양자로 삼아 후계자로 세울 예정이었지만, 히노 도미코와의 사이에서 아들 요시히사가 태어나자 후계자 문제가 발생하였다. 이렇게 간레이 호소카와 가쓰모토(細川勝元)를 필두로 하는 요시미 지지파와 야마나 소젠(山名宗全)이 이끄는 요시히사 지지파가 대립하고 있는 와중에 간레이를 배출하는 하타케야마 가문과 시바 가문에서도 가독 승계를 둘러싼 싸움이 발생하여 곧 이것이 쇼군의 후계자 싸움과도 얽히게 되어 문제는 한층 복잡해지고 있었다.
결국, 양자의 대립이 격화된 끝에 전국의 다이묘들이 병력을 이끌고 정치의 중심지인 교토로 집결하여 대규모의 군사충돌이 발생하게 되었다(오닌의 난). 그러나 참가한 각 다이묘의 의욕이 높지 않아 자연히 군사들의 사기는 낮았으나, 그렇다고 해서 승리할 경우 얻을 이익을 완전히 포기한 것도 아니어서 결과적으로 수도 근교에서 소규모의 충돌이 되풀이되어 11년간이나 결판이 나지 않는 지지부진한 동란이 계속되었다. 그 때문에 요시마사가 정치에 싫증을 내고 요시히사에게 갑자기 쇼군 직을 물려주고 은거하고 양군의 총대장인 호소카와 카쓰모토와 야마나 소젠이 잇달아 병사하였으나, 각 다이묘는 병사를 물리고 영지로 돌아가지도 못하고 있는 상황이었다. 병사를 물리게 되면 긴 전쟁으로 많은 손해를 입었으나 별 소득이 없이 돌아가게 되는 꼴이 되어 각자의 영지에서 다이묘의 지위가 흔들릴 수 밖에 없었기 때문이다.
결과적으로 오닌의 난은 수도 교토를 초토화 시켰을 뿐 아무런 승패를 결정짓지도 못하고 흐지부지하게 종결되었다. 하지만 이 난을 계기로한 전란은 오닌의 난 종결 후에도 지방으로 확대되어, 간토의 교토쿠의 난도 10년 가까이 싸움이 계속되었다.
이 소란에 의해 막부의 정치적·경제적 기반이 완전히 붕괴되어 쇼군의 권위는 이름뿐인 것이 되었다. 새로운 쇼군 요시히사는 젊었을 때 병사하고, 은퇴한 요시마사는 긴카쿠지(銀閣寺)를 비롯한 히가시야마 산장의 조영 등 예술의 세계에 몰두하며 여생을 보내고 있었다.
또한 얄궃게도 이제까지 쇼군의 권위를 경시하며 멋대로 굴던 각 다이묘들도 정작 슈고 임명권자인 쇼군이 권위를 완전히 상실해버리자 자신들의 슈고로서의 통치권의 정통성과 권위까지도 잃어버리게 되었다. 그리하여 수하의 슈고다이, 고쿠진 등에 의한 하극상, 더욱이 가가 잇코 잇키와 야마시로 잇키로 대표되는 민중의 잇키로 그 영국 지배를 위협받아 다수의 다이묘가 몰락하였다.

### 센고쿠 시대
오닌의 난으로 쇼군의 권위가 완전히 실추되고 막부의 권력도 쇠퇴하였지만, 쇼군의 군사적인 실권은 어느 정도 유지되고 있었다. 난 후에 쇼군의 권위에 기댄 간레이 호소카와 마사모토가 절대적인 권력자로 대두하였다. 요시히사의 사후, 쇼군의 자리는 요시미의 아들 아시카가 요시키(足利義材)가 계승하였지만, 요시키와 대립한 마사모토는 요시키와 손잡은 전 간레이 하타케야마 마사나가(畠山政長)를 토벌하고 메이오 정변으로 쇼군 요시키를 추방하고 아시카가 요시즈미를 새로운 쇼군으로 옹립했다. 센고쿠 시대의 시작은 앞서 일어난 오닌의 난을 계기라고 여기는 경우가 많았으나, 근래에는 메이오 정변을 계기로 보는 설이 유력해지고 있다.
가신인 간레이가 쇼군을 쫓아낸 이 사건에 의해 마사모토는 호소카와 가문에 의한 간레이 직의 세습화와 독점상태를 확립하고 쇼군의 폐위권마저 손에 넣었지만, 그 천하도 그리 오래가지는 않았고 자신의 후계자를 둘러싼 가문의 내분으로 살해당했다. 이후 마사모토의 양자인 호소카와 스미모토(細川澄元)와 호소카와 다카쿠니(細川高国)가 간레이 직을 두고 싸움을 시작했다. 이를 안 전 쇼군 요시타네(요시키)는 오우치 요시오키의 지원으로 상경하여 호소카와 다카쿠니의 마중을 받아 쇼군 직에 복귀했다. 하지만 오우치 요시오키가 자신의 영지의 정세에 의해 귀국하자, 다카쿠니는 태도를 바꾸어 망명처에서 죽은 요시즈미의 아이인 아시카가 요시하루(足利義晴)를 새 쇼군으로 옹립하고 요시타네와 스미모토의 연합군을 물리쳤다.
최종적으로 스미모토의 자식 호소카와 하루모토(細川晴元)가 다카쿠니를 물리치고 요시하루를 새 쇼군으로 인정하여 그의 간레이가 되는 것으로 20년 이상에 걸친 내분에 종지부를 찍었다. 결국, 일련의 내분으로 막부 자체가 쇠퇴하여 교토 주변을 다스리는 데 불과한 일개 지방정부로 전락하여 가까스로 슈고를 대신하여 전국을 할거한 센고쿠 다이묘에의 권위 부여 기관 정도의 존재감 밖에 갖지 못하는 존재로 전락하였다.
그러나 하루모토는 정권 획득의 최종단계에서 큰 공을 세운 가신 미요시 모토나가(三好元長)를 살해한 것이 후년에 큰 맹점으로 남는다. 모토나가의 자식인 미요시 나가요시 형제는 부친의 복수를 위하여 반기를 들고 거병하여 하루모토를 추방하고 쇼군 아시카가 요시테루를 괴뢰화하였다. 나가요시는 하루모토의 후임으로 괴뢰 간레이를 세워 그 정권을 빼앗고 쇼반슈의 일원으로서 막부정치의 전권을 장악했다. 하지만 말년에는 그 역시 중신 마쓰나가 히사히데에게 실권을 빼앗기고 병사했다.
이 상황을 본 쇼군 요시테루는 우에스기 겐신(간토 간레이)을 비롯한 친 쇼군 파의 센고쿠 다이묘의 지원을 받으면서 쇼군 권위의 재건을 꾀해보지만, 마쓰나가 일파의 쿠데타(에이로쿠의 변)에 의해 암살당했다. 그 동생 아시카가 요시아키는 간레이 시바 가문의 전 가신 오다 가문의 오다 노부나가의 지원을 받아 상경하여 마쓰나가 일파를 굴복시키고 쇼군에 취임하였다. 하지, 얼마 안 있어 천하포무를 외치며 새로운 질서 형성을 향하는 노부나가와 종래의 쇼군, 막부 중심의 질서의 재건을 향하는 요시아키는 적대하여 1573년에 요시아키는 노부나가에 의해 교토에서 추방당하고 막부 조직은 노부나가가 만든 정치기구에 해체, 흡수당했다.
이후에도 요시아키는 세이이타이쇼군에서 해임당하지 않은 정통성을 가지고 각지를 전전하며 다이묘를 회유하여 노부나가 토벌 활동을 벌였으나, 노부나가에 의한 새로운 질서 형성의 기세 앞에서는 무력하여 별 성과를 거두지 못하여 요시아키의 교토 추방 시점으로 무로마치 막부 및 무로마치 시대는 끝을 맞게 된다.